# Corpo dei vigili del fuoco di Tokyo
Il Corpo dei vigili del fuoco di Tokyo (東京消防庁?, Tōkyō Shōbōchō, sigla TFD) è il dipartimento dei vigili del fuoco che opera nella zona metropolitana di Tokyo, in Giappone, con sede nel quartiere di Ōtemachi, a Chiyoda. Inaugurato il 7 marzo 1948, fornisce assistenza in caso d'incendi, rischi biologici, chimici e radioattivi, terremoti e allagamenti. Agisce sotto la giurisdizione del governo metropolitano di Tokyo.

## Stazioni antincendio
- 1º distretto: Marunouchi, Nihonbashi, Akasaka, Kōjimachi, Rinko, Takanawa, Kanda, Shiba, Kyobashi, Azabu
- 2º distretto: Shinagawa, Denenchofu, Oi, Kamata, Ebara, Yaguchi, Ōmori
- 3º distretto: Meguro, Shibuya, Setagaya, Tamagawa, Seijo
- 4º distretto: Yotsuya, Nogata, Ushigome, Suginami, Shinjuku, Ogikubo, Nakano
- 5º distretto: Koishikawa, Oji, Hongo, Akabane, Toshima, Takinogawa, Ikebukuro
- 6º distretto: Ueno, Ogu, Asakusa, Senju, Nihonzutsumi, Adachi, Arakawa, Nishiarai
- 7º distretto: Honjō, Honden, Koiwa, Mukojima, Kanamachi, Fukagawa, Edogawa, Joto, Kasai
- 8º distretto: Tachikawa, Akishima, Higashimurayama, Kiyose, Musashino, Chōfu, Kokubunji, Nishitōkyō, Mitaka, Koganei, Komae, Fuchū, Kodaira, Kitatamaseibu
- 9º distretto: Hachiōji, Fussa, Ōme, Tama, Machida, Akigawa, Hino, Okutama
- 10º distretto: Itabashi, Shakujii, Shimura, Nerima, Hikarigaoka

## Mezzi di soccorso
| Autopompe = 488     | Camion di salvataggio = 27                          | Ambulanze = 231 - Ambulanze - Ambulanze (bus) |
| Camion chimici = 48 | Scala aerea = 86                                    | Barche = 9                                    |
| Macchine = 93       | Elicotteri = 6 - AS365 Dauphin 2 - Eurocopter AS332 | Motociclette = 20                             |